# St Mary-le-Bow
St Mary-le-Bow (letteralmente: "chiesa di Santa Maria dell'arco") è una storica chiesa del centro della Città di Londra, nel quartiere di Cheapside. Le sue campane definivano un tempo un vero Cockney.

## Storia
Già esistente in epoca sassone, la chiesa medioevale venne distrutta nel tornado che sconvolse Londra nel 1091. Durante il breve periodo normanno il suo nome era St Mary de Arcubus, era infatti caratterizzata da due archi di pietra. Con i Plantageneti il campanile e le sue campane, le Bow Bells, che si sentivano anche oltre le paludi di Hackney, divennero cari a tutti i londinesi, tanto che erano loro a segnalare il coprifuoco alla cittadinanza. L'edificio bruciò completamente durante il Grande incendio di Londra nel 1666. La sua ricostruzione venne affidata a Sir Christopher Wren, il cui progetto venne ultimato nel 1680. Considerata la seconda chiesa più importante della City dopo la Cattedrale di Saint Paul, proprio per questo motivo fu una delle prime ad essere riedificate. Nel 1914 una pietra della sua cripta venne collocata nella Trinity Church di New York in ricordo del fatto che Guglielmo III d'Inghilterra garantì alla chiesa americana gli stessi diritti di St Mary le Bow. Nel 1941 venne gravemente danneggiata durante un bombardamento tedesco, durante il crollo, le sue campane rovinarono al suolo. Il loro restauro, iniziato nel 1956 terminò, grazie ad una forte campagna di sensibilizzazione, cinque anni più tardi.

## Descrizione

### Architettura

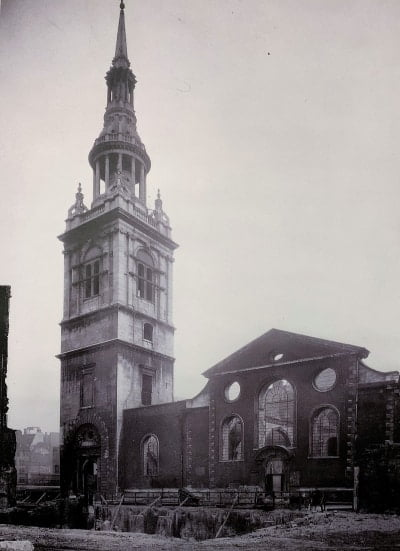
Le rovine della chiesa dopo i bombardamenti nella Seconda guerra mondiale

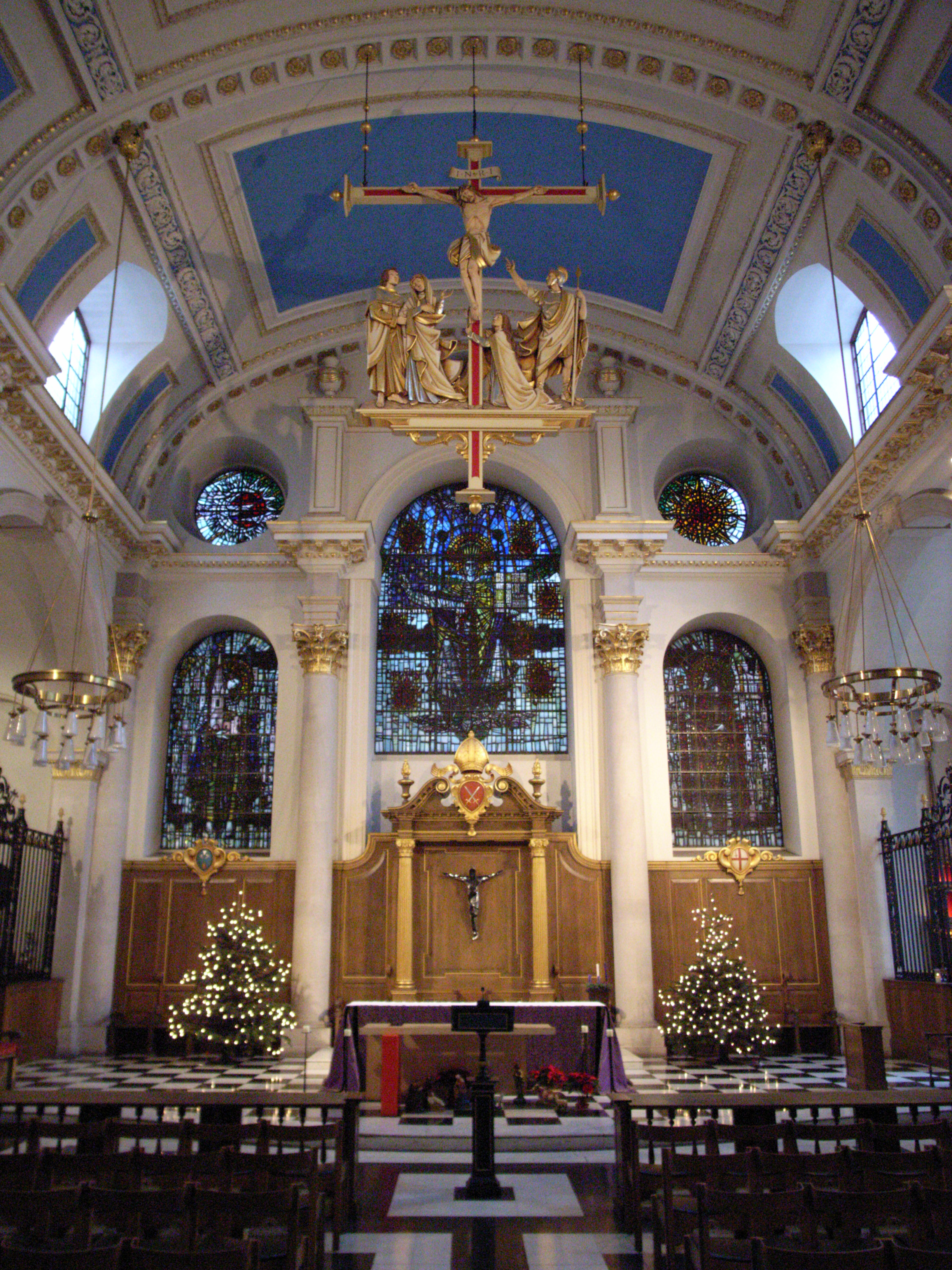
Interno

La chiesa di Santa Maria dell'arco sorge nel quartiere di Cheapside, non lontano dalla cattedrale anglicana di San Paolo.
L'edificio non dà direttamente sulla strada, ma su una piazzetta interna; la facciata molto semplice, è a capanna, con paramento murario in mattoni. Terminante con un semplice frontone triangolare, presenta, al centro, il portale e, sopra di esso e ai suoi lati, tre grandi finestroni ad arco, ognuno dei quali è sormontato da un rosone. La torre campanaria, alta 68 metri, si suddivide in tre parti sovrapposte: quella inferiore, a pianta quadrata, con il doppio ingresso, uno sul lato principale e uno sul lato destro, entrambi sormontati da una finestra murata, e che termina con una balaustra marmorea; quella intermedia, a pianta circolare, con colonnato composto da dodici colonne corinzie; quella superiore è costituita dalla cuspide conica, sormontata dalla statua dorata di un dragone.
L'interno della chiesa è a tre navate di tre campate ciascuna, separate da colonne corinzie in marmo e coperte con volta a botte. In fondo alla navata di sinistra, nell'ultima campata, adibita a sacrestia, vi è l'altare dei norvegesi, sormontato da una scultura in bronzo di Ragnhild Butenschon raffigurante San Giorgio e il drago; in fondo alla navata opposta, invece, si trova il pregevole tabernacolo ligneo e dipinto, sormontato da un'alta guglia. L'ultima campata della navata centrale è occupata interamente dal presbiterio, rialzato di un gradino rispetto al resto della chiesa. Al centro vi è l'altare e, alle sue spalle, gli stalli lignei per il clero; sulla destra, in posizione avanzata, il pulpito. Sopra l'altare, pende dal soffitto il gruppo scultoreo con Gesù in croce con San Giovanni evangelista, la Madonna, Santa Maria Maddalena e San Longino, in legno dipinto. In un angolo dalla navata di destra, vi è un busto di Arthur Phillip, il fondatore della città australiana di Sydney.
Sotto la navata vi è l'antica cripta romanica, coperta con volta a vela e con semplice altare in marmo cinto da balaustra lignea.

### Organi a canne

#### Organo maggiore
Sulla cantoria in controfacciata, caratterizzata da una scultura lignea policroma dello stemma reale del Regno Unito posta sulla balaustra, vi è l'organo a canne Kenneth Tickel opus 72, costruito nel 2010 riutilizzando la cassa del precedente strumento.
L'organo è a trasmissione mista, con trasmissione mista, meccanica per i manuali e il pedale, elettrica per i registri, ha consolle a finestra, con due tastiere di 58 note ciascuna e pedaliera concava di 30. La sua disposizione fonica è la seguente:
| Prima tastiera - Great Organ |     |
| Bourdon                      | 16' |
| Open Diapason                | 8'  |
| Stopped Diapason             | 8'  |
| Viola                        | 8'  |
| Principal                    | 4'  |
| Spitz Flute                  | 4'  |
| Fifteenth                    | 2'  |
| Cornet                       | III |
| Furniture                    | IV  |
| Trumpet                      | 8'  |
| Cromorne                     | 8'  |

| Seconda tastiera - Swell |        |
| Chimney Flute            | 8'     |
| Viola                    | 8'     |
| Voix Celeste             | 8'     |
| Principal                | 4'     |
| Traverse Flute           | 4'     |
| Nasard                   | 2.2/3' |
| Open Flute               | 2'     |
| Tierce                   | 1.3/5' |
| Larigot                  | 1.1/3' |
| Mixture                  | III-IV |
| Bassoon                  | 16'    |
| Trumpet                  | 8'     |
| Hautboy                  | 8'     |
| Tremulant                |        |

| Pedal      |     |
| Sub Bass   | 16' |
| Violone    | 16' |
| Principal  | 8'  |
| Open Flute | 8'  |
| Octave     | 4'  |
| Trombone   | 16' |
| Trumpet    | 8'  |

#### Organo corale
Nei pressi del presbiterio, vi è un secondo organo a canne, destinato all'accompagnamento dei canti nella liturgia, di costruttore ignoto.
Racchiuso entro una cassa neogotica in legno, ha un'unica tastiera di 54 tasti ed è privo di pedaliera. La sua disposizione fonica è la seguente:
| Manual           |    |
| Open Diapason    | 8' |
| Stopped Diapason | 8' |
| Dulciana         | 8' |
| Principal        | 4' |
| Fifteenth        | 2' |

## Curiosità
Si pensa che fu il suono delle campane di St Mary le Bow a persuadere Dick Whittington a tornare a Londra per diventare poi sindaco. Le distanze stradali dalla capitale vengono misurate in base alla London Stone, in Cannon Street, ma la misura del percorso tra qui e Lewes parte dal portone di Saint Mary le Bow.

## Galleria d'immagini

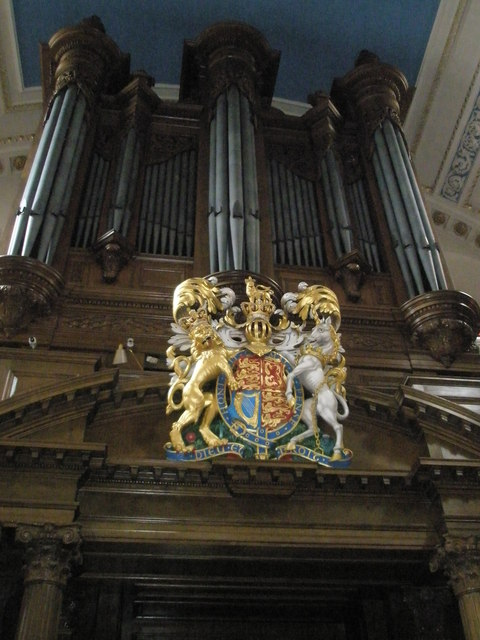
L'organo maggiore
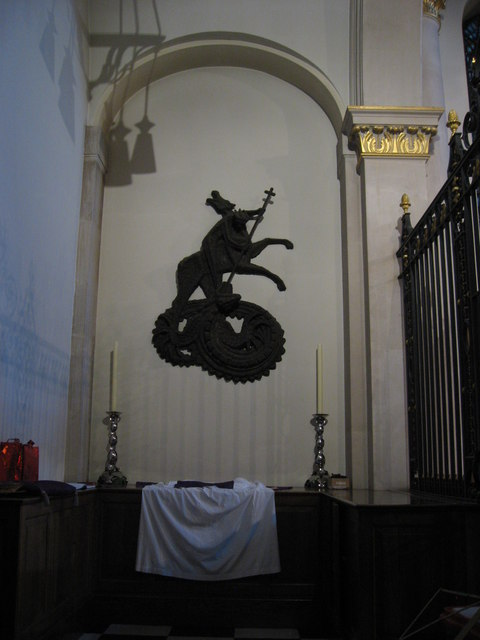
L'altare dei Norvegesi
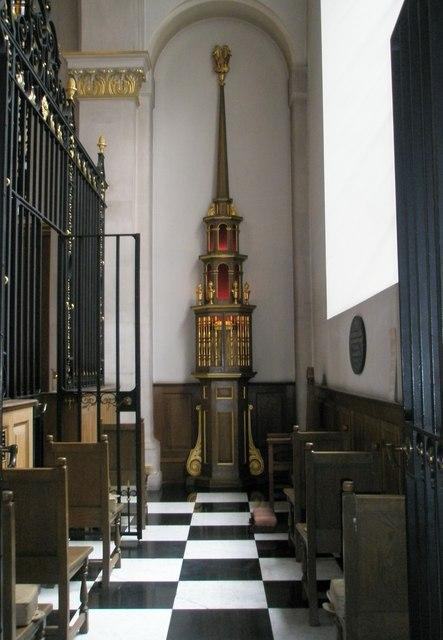
Il tabernacolo
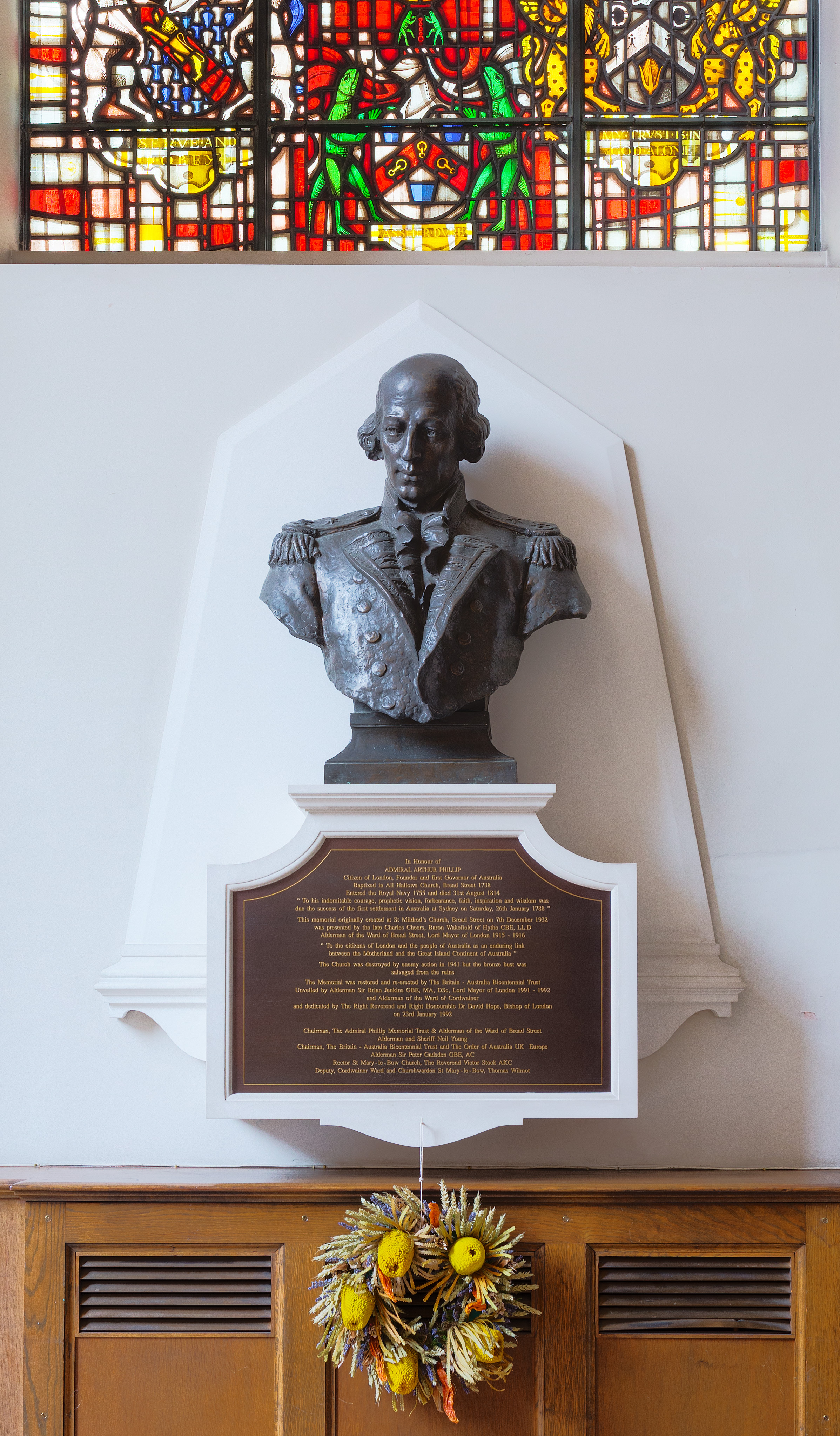
Il busto di Arthur Phillip
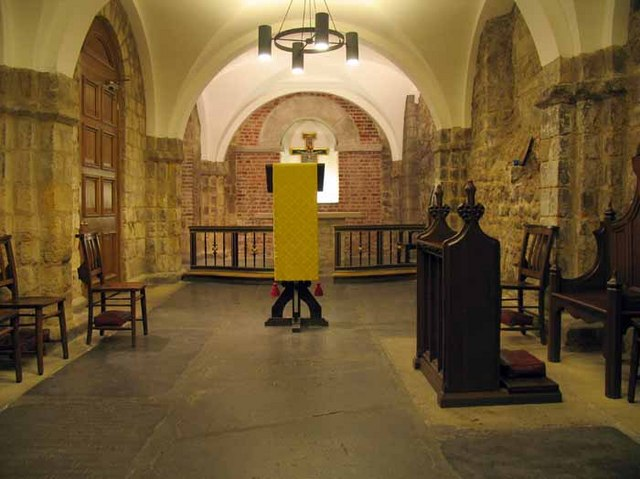
La cripta